# Karel Mestdagh
Pour les articles homonymes, voir Mestdagh.
Œuvres principales
Fantasia (Lied)
Karel Mestdagh, né à Saint-Pierre-sur-la-Digue le 23 octobre 1850 et décédé à Bruges le 10 mars 1924, est un compositeur, organiste et enseignant brugeois qui s’est consacré plus particulièrement à la composition de chansons néerlandaises.

## Biographie
À peine s'étonne-t-on que Karel, à un jeune âge, soit entré en contact avec le monde de la musique, car son père Jan, son grand-père ainsi que ses oncles étaient tous des organistes, et c’est donc de son père, un bedeau et instituteur,, qu'il reçut, dès sa plus tendre enfance, une éducation musicale qui lui permit de jouer de l'orgue à l'âgé de sept ans.
Il fit une partie de ses humanités au collège Saint-Louis à Bruges, où il subit l'influence d'enseignants prêtres comme Hugo Verriest, qui lui inculqua la sensibilité flamingante et qui lui fit connaître la littérature, et Pieter Busschaert, qui lui apprit à connaître les polyphonistes, Palestrina et Bach et dont il reçut les premières leçons d'harmonie,.
En même temps, il étudia à l'école de musique de Bruges : sous la direction de Hendrik Waelput (nl) et Leo Van Gheluwe (nl), on lui enseigna la composition musicale,.  Puis, il prit des cours avec Peter Benoit et François-Auguste Gevaert.
En 1868-1870, il entreprit un long voyage à travers l'Allemagne, qui l'amena à Leipzig, où il séjourna pour y étudier.
Diplômé, Mestdagh s'établit comme géomètre, mais aussi desservit-il l'église paroissiale en sa qualité d'organiste.  Dans la lignée des activités horticoles familiales, toute sa vie, il s'intéressera à la culture des fleurs et des lauriers.  S'étant investi dans la revitalisation de la musique liturgique et dans la néerlandisation de la vie musicale et de l'enseignement musical, il laisse plus de traces comme musicien que comme arpenteur.  Il adhéra à une association en Flandre-Occidentale, Muziekcomiteit van West-Vlaanderen, qui, dans le sillage de Peter Benoit, œuvrait pour une musique nationale.  Dans la ligne du mouvement international pour la musique d'église authentique, en Belgique dirigé par Jacques-Nicolas Lemmens et Edgar Tinel, il publia, avec Auguste Reyns (nl), entre 1871 et 1880, un mensuel, Harmoniae Sacrae, où parurent des motets, des pièces d'orgue et des messes.
Mestdagh remporta les premiers prix de contrepoint et de fugue, respectivement en 1874 et 1876.
En 1879, Mestdagh épousa Marie-Louise Belamy, la fille du bourgmestre de Saint-Pierre-sur-la-Digue, Charles Belamy (nl). Le couple habita le château De Patente, sis à la chaussée de Blankenberge, no 120, que Marie-Louise avait hérité de son père.  En 1890, Mestdagh fit rénover cette demeure d'après les plans de l'architecte René Buyck (nl) ; en 1997, le château a été converti en maison de retraite. 
En mars 1891, le cercle artistique bruxellois L'Essor consacra une soirée à ses chansons.
Au Conservatoire de Bruges, où il était professeur d’harmonie, de contrepoint et de fugue, Mestdagh fut nommé directeur, succédant à Van Gheluwe le 20 octobre 1900 ; il occupera ce poste jusqu'à sa mort.  Dans sa fonction de président administrateur des Concerts du Conservatoire et de chef d'orchestre des Concerts du matin, il sut hisser les concerts à un niveau auquel peu de villes provinciales ne sauraient prétendre dans son temps ; Tinel et Gilson partageaient cette opinion.
Créée le 17 août 1902 à Courtrai sous la direction du compositeur lui-même, la Groeninge-Cantate (Cantate Groeninge) - pièce de circonstance par excellence - connut un grand succès,.

## Notoriété
Mestdagh est surtout resté célèbre pour avoir composé des chansons et ses premiers essais dans le genre obtinrent un succès immédiat : De Schelde (L'Escaut, un poème de Théodore Sevens mis en musique), Kerlingaland, Daar wonen voghelkens vele (Tant d'oiseaux habitent là) et Eeuwig is soo lanc (Eternel dure si longtemps), parmi d'autres compositions.
Malgré leur succès retentissant, sur le plan musical, ces chansons furent largement dépassées dès que le compositeur eut atteint sa pleine maturité et qu'il eut laissé de nombreuses chansons qui, bien qu'il n'eussent jamais acquis la popularité des précitées, mériteraient toutefois, selon l'avis d'Emiel Hullebroeck (nl), d'être considérées comme des œuvres achevées dont se dégage un sentiment directement émouvant, parfois affligé, puis malicieux, tantôt musclé, tantôt plein de vie ; en général elles exhibent des impressions de la nature.  La plus grande partie de ces chansons sont des poèmes de Robert Burns et de Pol de Mont mis en musique par Mestdagh et, pour la plupart d'entre elles, publiées par la firme Breitkopf & Härtel ; elles bénéficiaient de bonnes critiques,.  En dehors de ces chansons, Mestdagh écrivit plusieurs œuvres, entre autres pour clavier, clavier et cordes, violon, orgue, orchestre ou chœur.
Plusieurs distinctions lui ont été décernées : celui de chevalier de l'ordre de Léopold et celui d'officier de la Couronne de Belgique. Emiel Hullebroeck affirma qu'il n'avait jamais rencontré un homme aussi affable, jovial et généreux et, en même temps, représentant la modestie en personne comme l'était Mestdagh ; de plus, Hullebroeck prétendit qu'il avait maintes fois ouï dire que de nombreux grands artistes auraient délibérément fait le détour par Bruges juste pour pouvoir lui serrer la main.
Mestdagh siégea au Conseil national pour l'amélioration de l'éducation musicale et fut, de 1911 à 1923, membre du jury pour l'attribution du prix de Rome pour composition.  Il devint membre de l'Académie royale flamande de Belgique des sciences et des arts.
Une rue à Saint-Pierre-sur-la-Dique, autrefois commune indépendante, fusionnée en 1899 avec la ville de Bruges, prit son nom.

## Œuvre
Mestdagh se bornait à mettre en musique des textes néerlandais évoquant des impressions de la nature, des humeurs amoureuses ou des histoires ludiques. Il écrivit quelque 150 chansons sur des paroles d'auteurs tels que Pol De Mont, Maurits Sabbe, Albrecht Rodenbach, Eugeen van Oye (nl), Théodore Sevens (nl) et Jeroom Noterdaeme (nl).
- O Schelde (Ô Escaut)
- Kerlingaland
- Het Blijheidslied (La Chanson de la joie), sa création la plus populaire, débutant par la phrase Dan mocht de beiaard spelen (Que le carillon puisse jouer)
- Vlaggelied (Chanson du drapeau)

Ses œuvres comprennent en outre :
- Excelsior, pour orgue et orchestre
- Symphonische suite (Suite symphonique)
- Boerenbruiloft (Noce de paysans)
- Jubelouverture (Ouverture festive)
- Intermezzo (Intermezzo pour violon et orchestre)

Il composa les cantates suivantes sur des paroles néerlandaises :
- Vlaanderen den Leeuw (1871, Flandre au lion)
- Vrijheidshymne (Hymne à la liberté)
- Van Eyck's feestmarsch (1878, Marche festive en l'honneur de Van Eyck)
- Groeningecantate (1902, cette cantate sur des paroles de Théodore Sevens est une pièce de circonstance, composée à l'occasion du 600e anniversaire de la bataille des Éperons d'or[2]